# Vertigem
Vertigem é quando uma pessoa sente que ela ou os objetos à sua volta se encontram em movimento quando na realidade não estão. A sensação assemelha-se a um movimento de rotação ou desequilíbrio. As vertigens podem estar associadas a náuseas, vómitos, suores e dificuldades em caminhar que geralmente se agravam quando se movimenta a cabeça. A vertigem é a forma mais comum de tonturas.
A vertigem corresponde a um problema numa parte do aparelho vestibular. A vertigem pode ser um sintoma de várias doenças. As doenças mais comuns que provocam vertigens são a vertigem posicional paroxística benigna, doença de Ménière e labirintite. Entre as causas menos comuns de vertigens estão acidentes vasculares cerebrais, tumores cerebrais, lesões cerebrais, esclerose múltipla e enxaquecas. As vertigens fisiológicas podem ocorrer na sequência da exposição ao movimento durante um período prolongado de tempo, como a bordo de um barco ou em viagem de automóvel, ou apenas pela pessoa rodar sobre si própria com os olhos fechados. Entre outras causas podem estar a exposição a toxinas como o monóxido de carbono, álcool ou aspirina. Entre outras possíveis causas de tonturas estão a pré-síncope, desequilíbrio e tonturas sem origem específica.
A vertigem posicional paroxística benigna tem mais probabilidade de ocorrer em pessoas que enfrentam vários episódios de vertigem derivada do movimento, não ocorrendo vertigens fora destes episódios. Os episódios deste tipo de vertigem duram geralmente menos de um minuto e pode ocorrer nistagmo. Este tipo pode ser diagnosticado com o teste de Dix-Hallpike Na vertigem com origem na doença de Ménière's, verifica-se frequentemente zumbido nos ouvidos e perda de audição. Os episódios deste tipo duram mais de vinte minutos. Na labirintite a vertigem aparece de forma súbita e ocorre nistagmo mesmo sem movimento. Neste tipo, a vertigem pode durar vários dias. No diagnóstico devem ainda ser consideradas causas mais graves, principalmente se as vertigens forem acompanhadas de fadiga, dores de cabeça, visão dupla ou dormência.
As tonturas afetam aproximadamente 20–40% das pessoas em algum momento da vida, embora apenas 7,5–10% apresentem vertigem. Em cada ano, cerca de 5% das pessoas manifestam pelo menos um episódio de vertigem. A doença vai ficando mais comum com a idade e afeta três a quatro vezes mais mulheres do que homens. Nos países desenvolvidos, a vertigem é responsável por 2–3% das admissões nos serviços de emergência.

## Causas

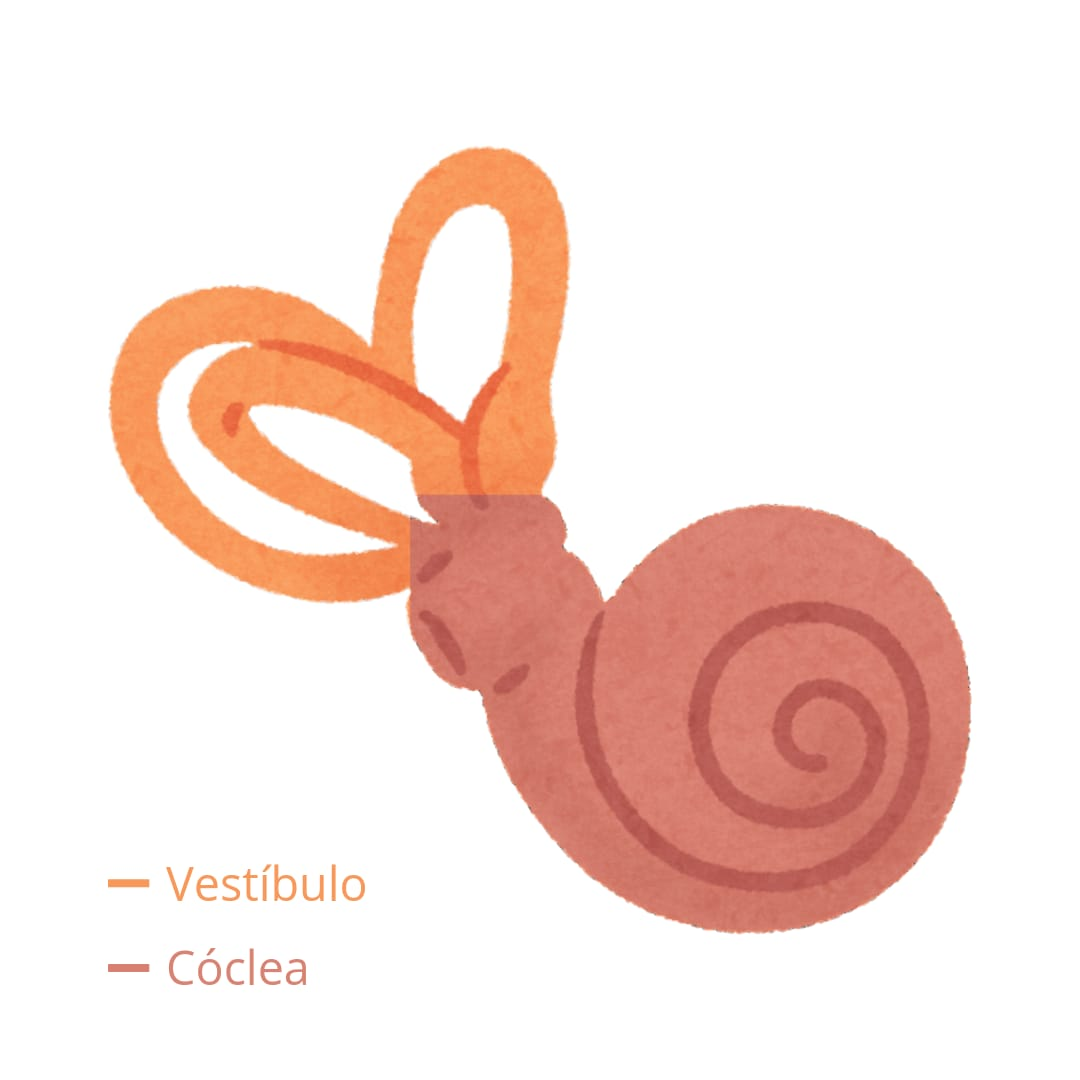
Ouvido interno com a divisão de cóclea e aparelho vestibular

O corpo detecta a postura e controla o equilíbrio através de órgãos do equilíbrio localizados no ouvido interno. Esses órgãos possuem conexões nervosas com áreas específicas do cérebro. A vertigem pode ser causada por distúrbios do ouvido, dos nervos que conectam o ouvido ao cérebro ou do próprio cérebro. A vertigem pode estar relacionada a problemas visuais ou a alterações súbitas da pressão arterial. Muitas condições podem afetar o ouvido interno e causar vertigem.
Essas condições incluem infecções bacterianas ou virais, tumores, pressão anormal, inflamação de nervos ou substâncias tóxicas. A causa mais comum de vertigem é a doença do movimento, que pode ocorrer em qualquer indivíduo cujo ouvido interno é sensível a determinados movimentos, como o balanço (oscilação) ou as freadas e arrancadas abruptas. Esses indivíduos podem sentir-se particularmente tontos durante viagens de carro ou de barco. A doença de Meniere produz crises episódicas e abruptas de vertigem, juntamente com zumbidos nos ouvidos e surdez progressiva.
A duração dos episódios varia de alguns minutos até algumas horas e, frequentemente, eles são acompanhados por náusea e vômito intensos. A sua causa é desconhecida. As infecções virais que afetam o ouvido interno (labirintite) podem causar uma vertigem que normalmente manifesta-se subitamente e piora ao longo de algumas horas. Após alguns dias, a condição desaparece sem tratamento. O ouvido interno comunica-se com o cérebro através de nervos. Uma área situada na porção posterior do cérebro controla o equilíbrio. Quando a circulação sanguínea dessa área do cérebro é comprometida (distúrbio denominado insuficiência vertebrobasilar), o indivíduo pode apresentar vários sintomas neurológicos, inclusive a vertigem.
Geralmente, as cefaleias, a fala pastosa, a visão dupla, a fraqueza de um dos membros superiores ou inferiores e os movimentos descoordenados são sinais de que a vertigem é causada por um distúrbio neurológico cerebral em vez de um problema limitado ao ouvido. Esses distúrbios cerebrais incluem a esclerose múltipla, as fraturas cranianas, as crises convulsivas, as infecções e os tumores (especialmente aqueles localizados na base do cérebro ou em suas proximidades). Como a capacidade do corpo de manter o equilíbrio está relacionada a indicações visuais, um defeito da visão, especialmente a visão dupla, pode acarretar perda de equilíbrio.
Os indivíduos idosos ou aqueles que utilizam medicamentos para doenças cardíacas ou para a hipertensão arterial podem apresentar tontura ou desmaiar quando ficam em pé abruptamente. Esse tipo de tontura é decorrente de uma queda breve da pressão arterial (hipotensão ortostática) , comumente dura apenas alguns segundos e, algumas vezes, pode ser evitado com o indivíduo levantando-se lentamente ou com a utilização de meias compressivas.

### Causas comuns

#### Condição ambiental
- Doença do movimento

#### Medicamento
- Gentamicina
- estreptomicina
- cafeína
- alguns diuréticos (furosemida)
- anti-hipertensivos
- carbamazepina
- antidepressivos
- benzodiazepínicos
- etc.

#### Problemas circulatórios
- Acidente isquémico transitório (distúrbios temporários da função cerebral causados pelo suprimento sanguíneo insuficiente a regiões do cérebro durante breves períodos), afetando as artérias vertebrais e basilares, ver Acidente vascular cerebral.

#### Anormalidades do ouvido
- Depósitos de cálcio num dos canais semicirculares no ouvido interno (que causa vertigem postural paroxística benigna);
- «Síndrome de Deiscência de Canal Semicircular Superior»[9]

#### Outras causas
- Super dose de medicamentos contendo paracetamol
- Infecção bacteriana do ouvido interno
- Herpes zoster
- Labirintite (infecção viral do labirinto do ouvido)
- Inflamação do nervo vestibular
- Doença de Ménière
- Distúrbios neurológicos
- Esclerose múltipla
- Fratura craniana com lesão do labirinto e/ ou de seu nervo
- Tumores cerebrais
- Tumor comprimindo o nervo vestibular

## Diagnóstico

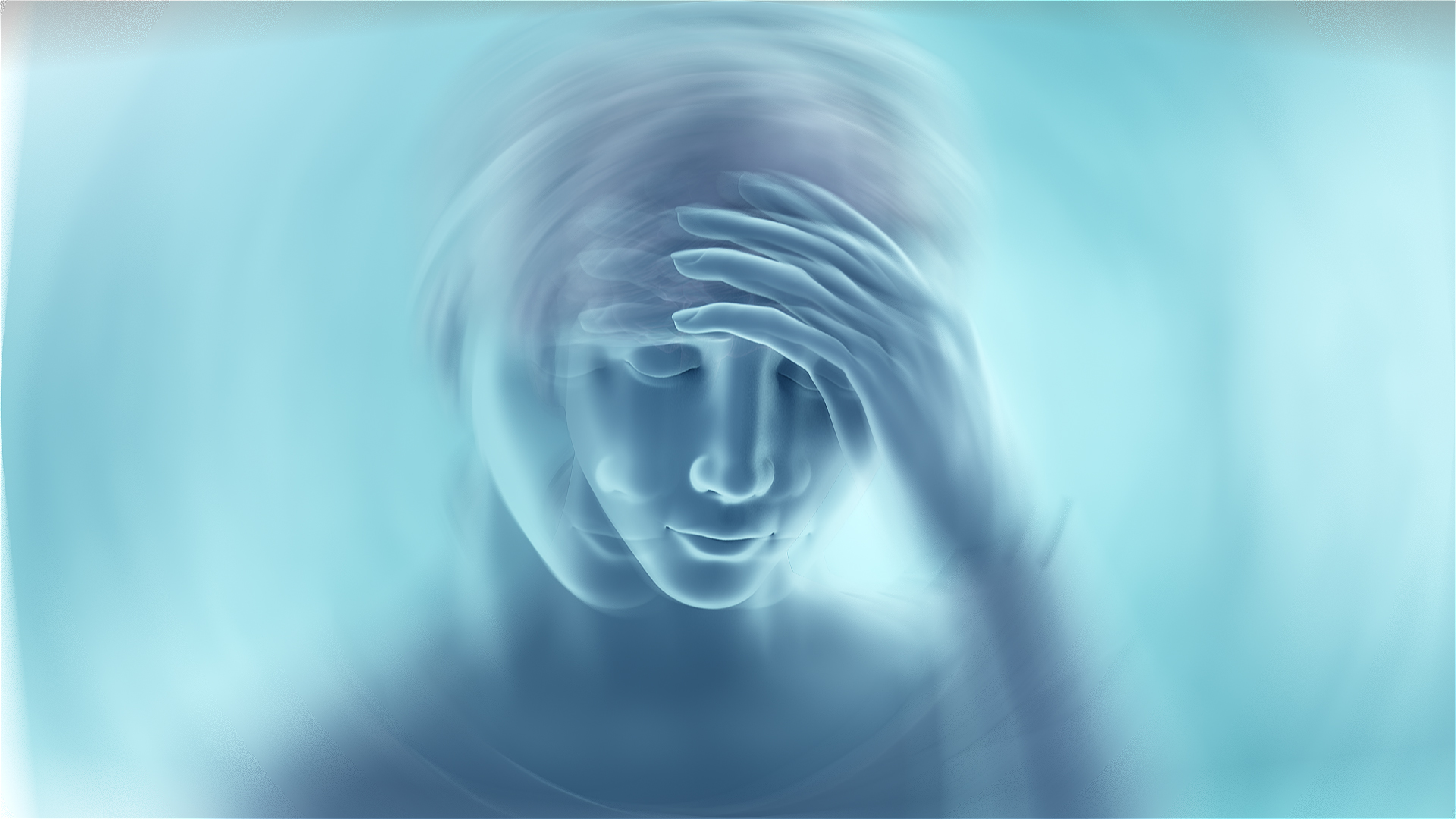

Antes da instituição do tratamento da tontura, o médico deve determinar sua natureza e, em seguida, a sua causa. Qual é o problema? Marcha descoordenada, desmaio, vertigem ou uma outra coisa? Ele é originário do ouvido interno ou de um outro local? Detalhes como, por exemplo, o início da tontura, a sua duração, o que a desencadeou, o que a alivia e a concomitância de outros sintomas (p.ex., cefaléia, surdez, zumbidos ou fraqueza) ajudam a determinar com maior precisão a natureza do problema.
A maioria dos casos de tontura não são vertigens e também não representam um sintoma grave. Os movimentos oculares podem fornecer pistas importantes ao médico. Os movimentos oculares anormais indicam uma possível disfunção do ouvido interno ou de suas conexões nervosas com o cérebro. O nistagmo é um movimento rápido dos olhos, como se o indivíduo estivesse observando os rebotes rápidos de uma bola de tênis de mesa, da esquerda para a direita ou de cima para baixo ou vice-versa. Como a direção desses movimentos pode ajudar no diagnóstico, o médico pode tentar estimular o nistagmo, movendo abruptamente a cabeça do paciente ou pingando algumas gotas de água gelada no canal auditivo.
O equilíbrio pode ser testado solicitando-se que o paciente fique em pé e imóvel e, em seguida, que ele caminhe sobre uma linha reta, primeiramente com os olhos abertos e, a seguir, com os olhos fechados. Alguns exames laboratoriais podem auxiliar na determinação da causa da tontura e da vertigem. Os exames da audição frequentemente revelam distúrbios do ouvido que afetam tanto o equilíbrio quanto a audição. Outros exames que podem ser realizados incluem estudos radiológicos, a tomografia computadorizada (TC) ou a ressonância magnética (RM) do crânio.
Esses exames podem revelar anormalidades ósseas ou tumores que estão comprimindo nervos. No caso de suspeita de uma infecção, o médico poderá coletar uma amostra de líquido do ouvido ou de um seio ou de líquido cefalorraquidiano (através de uma punção lombar). Caso haja suspeita de uma circulação cerebral insuficiente, o médico pode solicitar uma angiografia (na qual um contraste é injetado na corrente sangüínea e são realizadas radiografias para localizar obstruções dos vasos sanguíneos).

### Vertigem posicional paroxística benigna
A vertigem posicional paroxística benigna é um distúrbio comum no qual a vertigem se inicia subitamente e dura menos de um minuto. A maioria dos episódios é desencadeada por uma mudança da posição da cabeça e normalmente ocorre ao deitar-se, levantar-se, virar-se na cama ou quando a cabeça é inclinada para trás ao olhar para cima. O distúrbio parece ser causado por depósitos de resíduos de cálcio em um dos canais semicirculares no ouvido interno (locais que detectam a postura). Esse tipo de vertigem pode ser assustador, mas é inofensivo e , geralmente, desaparece por si em semanas ou meses. O médico pode ensinar ao paciente manobras que dissolverão gradualmente os resíduos no canal semicircular posterior, provendo alívio sem o uso de medicamentos. O indivíduo não apresenta perda auditiva ou zumbido no ouvido.

## Tratamento
O tratamento depende da causa subjacente da vertigem. Os medicamentos que aliviam a vertigem incluem a meclizina, o dimenidrinato, a perfenazina e a escopolamina. A escopolamina, que é particularmente útil na prevenção da doença do movimento, pode ser utilizada sob a forma de adesivos, cuja ação dura vários dias. Todos esses medicamentos podem causar sonolência, especialmente em indivíduos idosos. O adesivo de escopolamina é o que tende a causar menos sonolência.